# Geodaten
Geodaten sind digitale Daten und Umweltdaten, denen auf der Erdoberfläche eine bestimmte räumliche Lage zugewiesen werden kann (Georeferenz). Mithilfe dieser geographischen Verortung lässt sich die Erdoberfläche und Phänomene, die darauf stattfinden modellhaft nachbilden und untersuchen. Meistens, aber nicht immer, geschieht diese Verortung mit Koordinaten. Geodaten sind die konkrete, zeichenkodierte Ausgestaltung von Geoinformationen, ein Begriff der etwas weniger scharf definiert ist. Geodaten sind nicht nur das Ausgangsmaterial für Karten, sondern auch für umfangreiche räumliche Analysen und Evaluierungen in Geoinformationssystemen (GIS) und weiteren Anwendungen innerhalb der Geoinformatik oder Data Science.

## Allgemeines

### Einteilung von Geodaten in Vektor- und Rasterdaten
Geodaten können zunächst grob in zwei verschiedene Hauptgruppen geteilt werden, nämlich Vektordaten und Rasterdaten. Beide Datentypen werden in unterschiedlichen Anwendungsfällen eingesetzt:

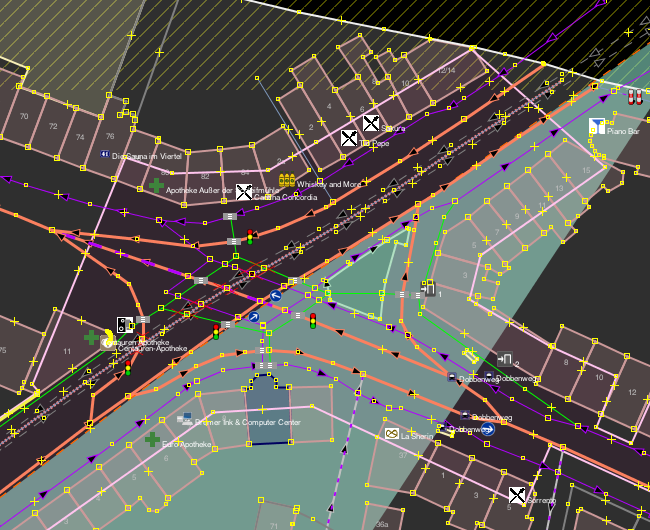
Ein Beispiel für Vektordaten ist die Abbildung des Straßennetzwerks als Graph. Hier ein Ausschnitt einer Straßenkreuzung mit OpenStreetMap-Daten.
Auch die Abbildung von Gebieten und Erzeugung von thematischen Karten wird oft mit Vektordaten realisiert. Hier ein Beispiel (zeitliche Abfolge der Reconquista) erstellt mit freien Daten aus dem Natural Earth-Projekt.
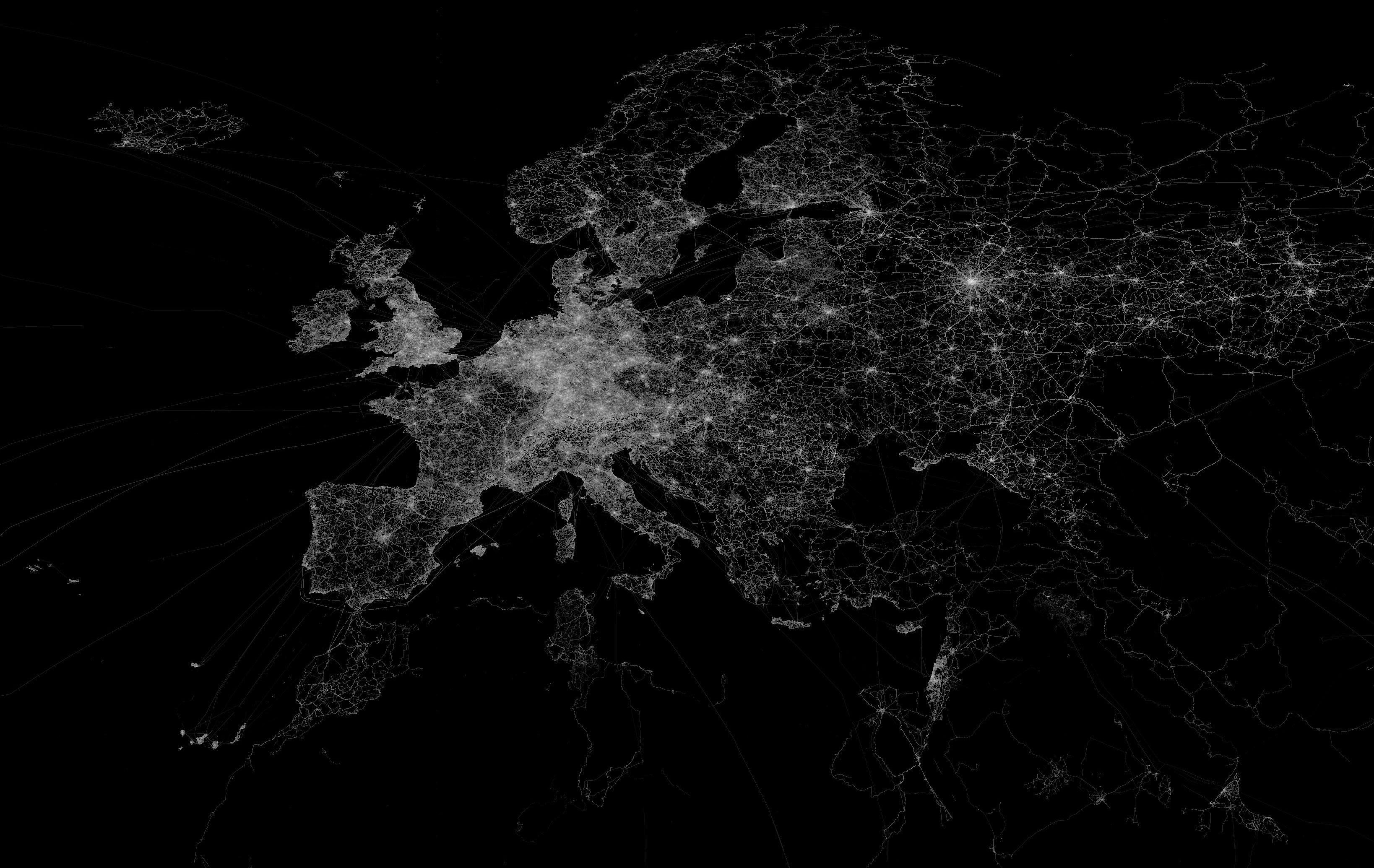
Per GNSS-Gerät (GPS-Gerät) aufgenommene Datentracks werden als Vektordaten gespeichert.
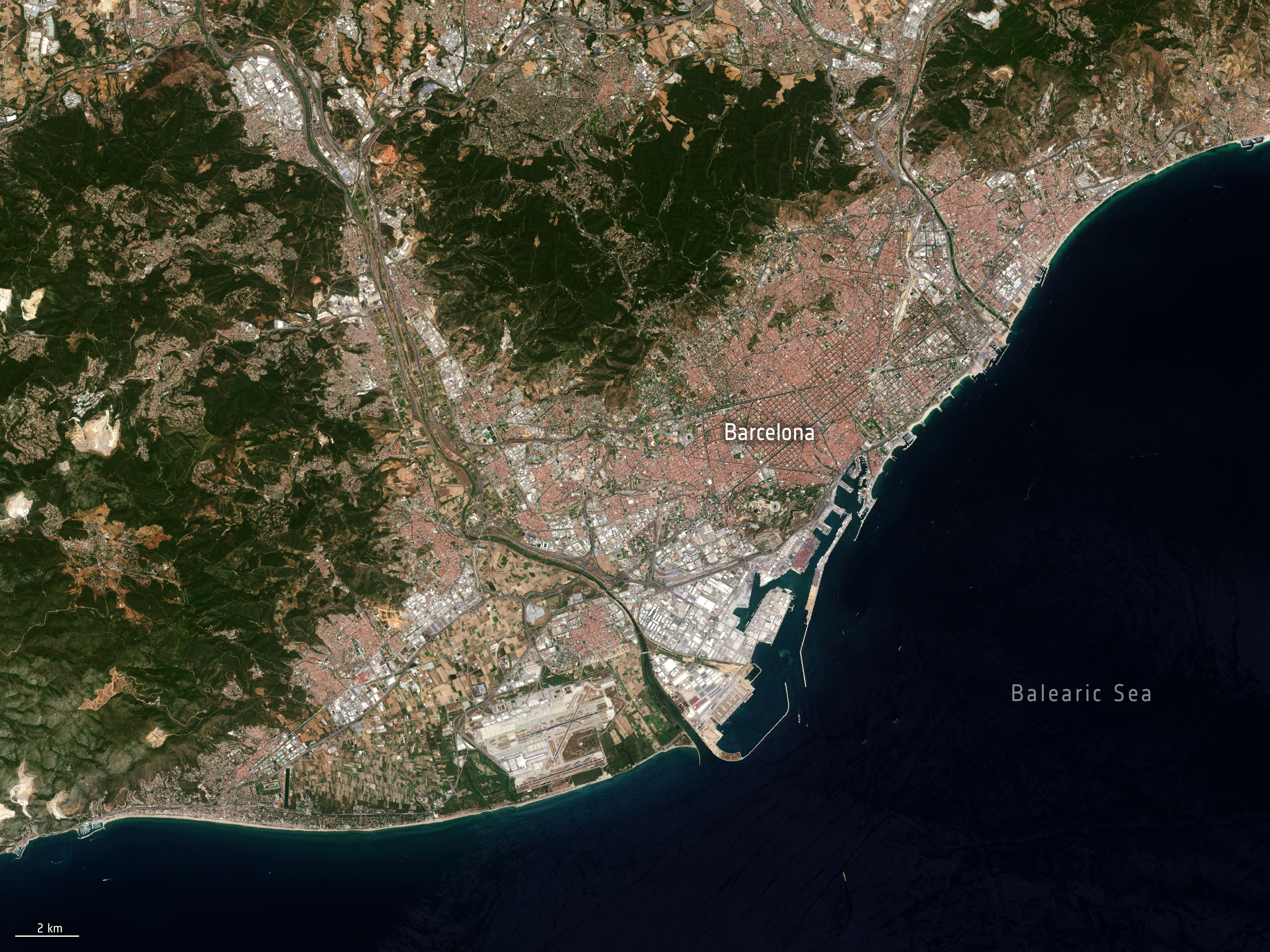
Ein Beispiel für Rasterdaten sind Satellitenbilder oder Orthofotos. Hier eine Sentinelaufnahme von Barcelona.
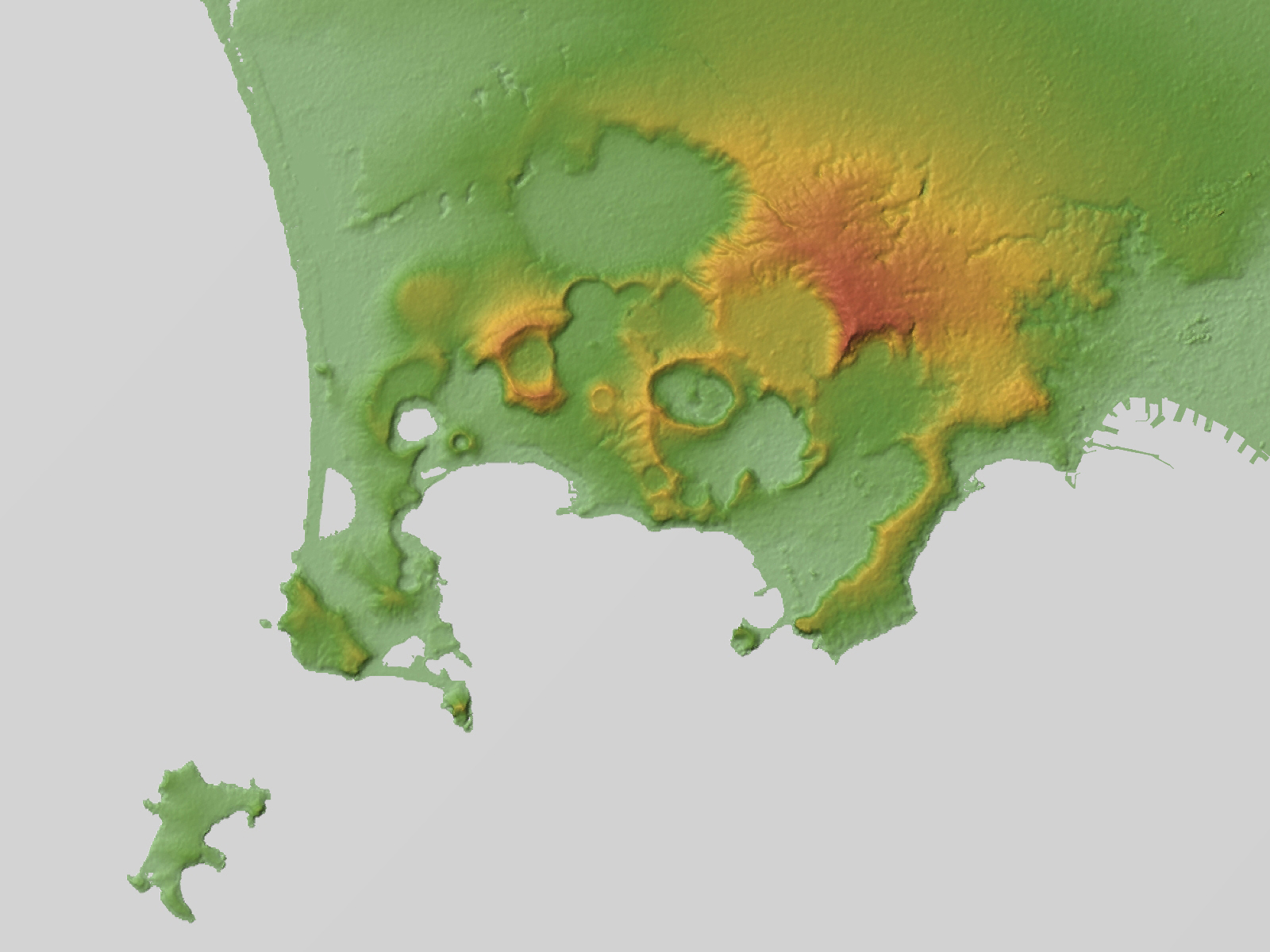
Auch Digitale Höhenmodelle sind stets Rasterdaten. Hier eine hypsometrische gefärbte Schummerung der phlegräischen Felder aus SRTM-Daten.

Unterschied zwischen Rasterdaten und Vektordaten. Die Landnutzung kann wie in diesem Beispiel durch beide Datenmodelle abgebildet werden.

Vektordaten bestehen aus einzelnen oder aneinandergereihten Punkten (Vertices). Diese Punkte sind mit Koordinaten versehen und bilden mit ihren Koordinatenangaben gerichtete Strecken in einem Koordinatensystem. In einem ebenen zweidimensionalen System sind die Punkte mit zwei Richtungsangaben (x- und y-Wert) versehen. Die Punkte können dann wiederum Linien und Flächen (Polygone) bilden. Rasterdaten hingegen sind wie digitale Fotos aus vielen unterschiedlichen Pixeln (auch Rasterzellen genannt) aufgebaut. Sie verfolgen einen feldbasierten Ansatz und teilen mit dem Raster die Fläche in homogene Teilflächen. So haben z. B. in digitalen Höhenmodellen alle Rasterzellen, die Flächen auf gleicher Meereshöhe repräsentieren, den gleichen Wert. Beide Modelle besitzen Vor- und Nachteile. Das Vektormodell ist datensparsamer Modelleriungen. Das Rastermodell auf der anderen Seite lässt flächendeckend einfachere und schnellere Analysen zu, dafür kann es im Gegensatz zum Rastermodell nur ein Wert (eine Sachinformation) pro Rasterzelle speichern.

### Raumbezug und Sachinformationen bzw. Attribute
Die wichtigste Eigenschaft von Geodaten ist der Raumbezug (geographische Verortung). Dieser wird in der Regel durch Koordinaten angegeben – als Bezugsgröße dient dann ein Koordinatensystem (in der Geoinformatik ist es ein Koordinatenreferenzsystem). Der Raumbezug kann aber auch durch weniger genaue Angaben wie Adressen oder Ortsnamen angegeben werden kann. Spätestens aber wenn Geodaten mit indirektem Raumbezug (wie eine Liste von Adressen) modelliert und geographisch weiter ausgewertet werden sollen, werden sie mit Koordinaten versehen (Geocodierung).

Vergleich Darstellung einer Polygonfläche mit Raster- und Vektormodell. Im Vektormodell besitzt jeder Punkt des Polygons Koordinatenangaben, im Rastermodell werden die Koordinatenangaben für das gesamten Raster angegeben (etwa in einem World-File).

Neben den Informationen zum Raumbezug sind Geodaten meist mit weiteren Sachinformationen in Form von Attributen versehen, die zusätzliche semantische Informationen wie den Namen des Objekts, eine Identifikationsnummer oder eine Objektklasse enthalten. Eine weit verbreitete Objektmodellierung in Geoinformationssystemen besteht daher darin, die Objekte (bei Vektordaten als Features bezeichnet) innerhalb der Geodaten einerseits mit ihrer geometrischen Form (engl. shape), andererseits mit den zugehörigen Attributen zu speichern. Obwohl die Darstellung meist zweidimensional in der Ebene stattfindet, gibt es theoretisch keine Beschränkung in der Dimension der geometrischen Form. Häufig wird auch die Zeit als Dimension verwendet, etwa bei Messreihen oder Fernerkundungsdaten verschiedener Zeitpunkte. In der nachfolgenden Tabelle wird der Aufbau eines Geodatensatzes mit Raumbezug und Sachinformationen anhand eines einfachen vektorbasierten Beispieldatensatz gezeigt:
| ID-Nummer | Name       | Sehenswürdigkeitsklasse | Geographische Breite | Geographische Länge |
| --------- | ---------- | ----------------------- | -------------------- | ------------------- |
| 01        | Eiffelturm | Turm                    | 48° 51′ 29″ N        | 2° 17′ 40″ E        |
| 02        | Notre-Dame | Kirche                  | 48° 51′ 10″ N        | 2° 21′ 0″ E         |
| 03        | Sacré-Cœur | Kirche                  | 48° 53′ 12″ N        | 2° 20′ 34″ E        |
| 04        | Louvre     | Museum                  | 48° 51′ 45″ N        | 2° 20′ 11″ E        |

Diese Daten können anschließend als Punktdaten modelliert (siehe dazu auch Abschnitt Modellierung unten) und kartographisch dargestellt werden (in diesem Beispiel mit GeoJSON). Die Koordinaten (geographische Länge und Breite) dienen der Verortung, die anderen drei Attribute liefern weitere semantische Informationen:

### Bereitstellung von Geodaten
Die Daten werden entweder von amtlichen Stellen erstellt und vertrieben (mittlerweile oft frei und unentgeltlich, auch Open Government Data genannt), von kommerziellen Unternehmen (z. B. TomTom oder Here) oder in offenen Gemeinschaftsprojekten als Volunteered Geographic Information erstellt und frei zur Verfügung gestellt. Für letzteres ist insbesondere das OpenStreetMap-Projekt zu nennen. Von amtlicher Seite gibt es eigene Vermessungsämter oder Behörden auf Bundesebene (in Deutschland das BKG, in Österreich das BEV, in der Schweiz swisstopo) und noch zusätzliche Ämter oder Abteilung in den Ländern und Gemeinden.

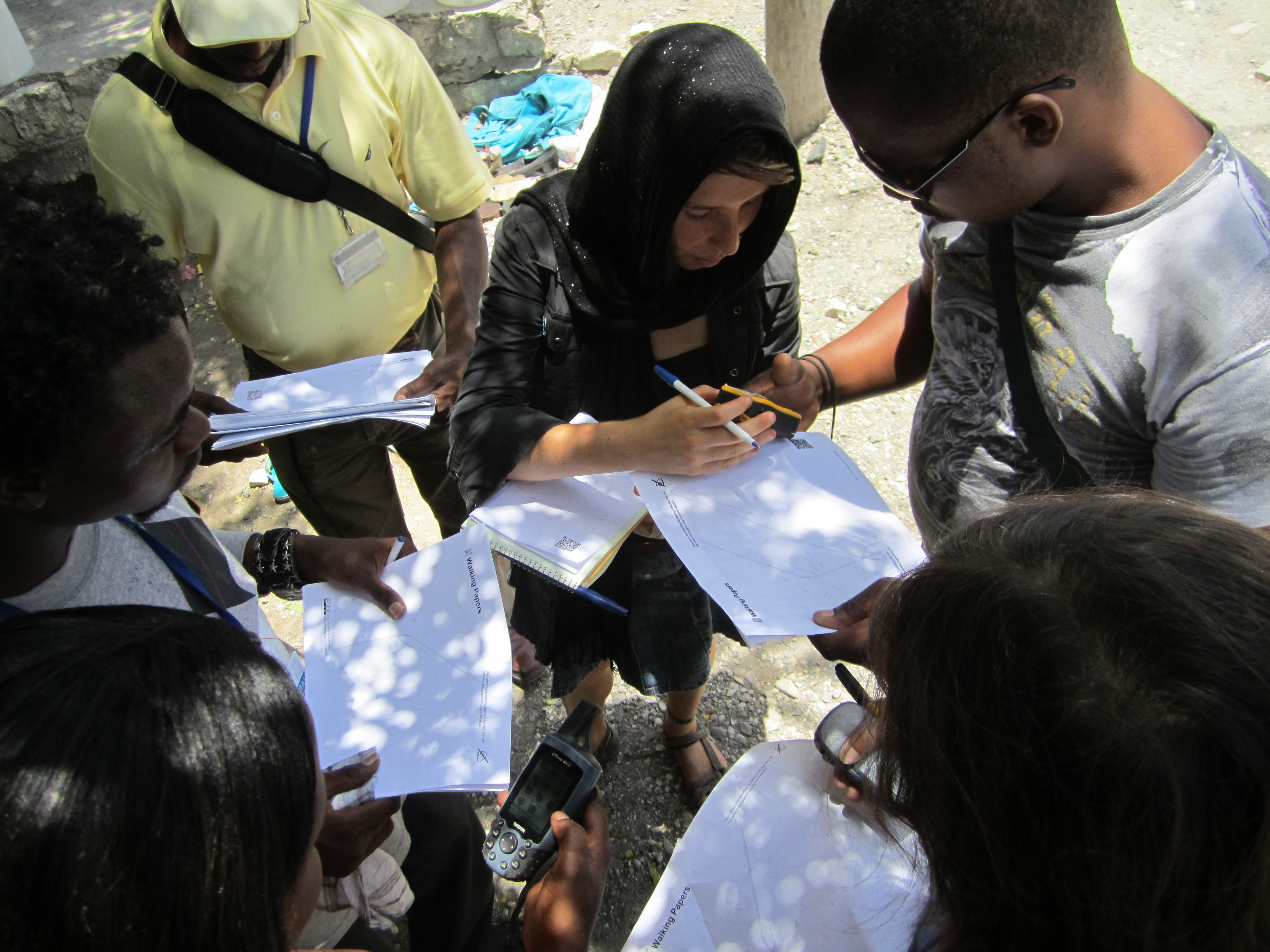
Erfassung von Geodaten mit GNSS-Gerät und händischen Aufzeichnungen für OpenStreetMap.

Geodaten können unmittelbar gewonnene Primärdaten oder weiter bearbeitete Sekundärdaten sein. Die Primärdaten werden durch geodätische Vermessungen (vor allem mit Theodolit oder GNSS-Gerät), Fernerkundungsaufnahmen (Photogrammetrische Daten, Laserscanneraten, Radardaten) oder durch Felderkundungen und Aufzeichnungen vor Ort (z. B. mit Smartphone-Apps wie das im Falle von OpenStreetMap häufig geschieht oder mit mobilen GIS-Lösungen auf Tablets oder Smartphones). Primärdaten sind noch wesentlich aufbereitet, Sekundärdaten andererseits leiten sich von Primärdaten ab. Hier sind die Ableitung und Weiterverarbeitung von vorhandenen Geodatensätzen oder die Digitalisierung von Luftbildern („Nachzeichnen“) bzw. alten analogen Karten zu nennen. Von besonderer Bedeutung für Geodaten sind auch Metadaten, die die eigentlichen raumbezogenen Daten beschreiben (z. B. hinsichtlich eines Zeitbezugs oder der Herkunft) und bei der Erfassung entstehen.
Besonders im behördlichen Umfeld lassen sich Geodaten in Raumbezug herstellende Geodaten (in Deutschland als „Geobasisdaten“, in der Schweiz als „Georeferenzdaten“ bezeichnet) und in Geofachdaten gliedern. Geobasisdaten werden in der Regel von Vermessungsverwaltungen flächendeckend bereitgestellt und bilden wie topographische Karten möglichst neutral den Raum ab, Fachdaten stammen hingegen aus unterschiedlichen raumbezogenen Fachdatenbanken. Sie werden in einem Geoinformationssystem verwaltet und bearbeitet, das bei internetbasierten Systemen durch einen Geobrowser erschlossen werden kann.

### Historische Entwicklung
Die historische Entwicklung von Geodaten ist eng mit der Geschichte der Kartographie verbunden, denn Geodaten sind in der Regel das Ausgangsmaterial, mit denen Karten erstellt werden. Vor Beginn der digitalen Ära (vor 1970) wurden Geodaten analog festgehalten: auf Kartenzeichnungen und -Skizzen, in Notizen und später auf Karteikarten, und vor der Zeit des Kartendrucks (Linoldruck 15. Jahrhundert) in handgemalten Einzelkarten. Erst in den 70er Jahren wurden digitale Geodaten erstmals von Behörden in ihren Verwaltungsprozessen genutzt und ab den 80er Jahren von kommerziellen Unternehmen angeboten. War die Verbreitung und Verarbeitung von Geodaten in den Anfangsjahren noch sehr aufwändig und teuer, sind Geodaten mit dem Siegeszug des Internets, Open Government Data und Volunteered Geographic Information wie OpenStreetMap heute vergleichsweise niederschwellig zugänglich.

## Modellierung von Geodaten
Als Modellierung von Geodaten bezeichnet man die Nachbildung und Wiedergabe von Objekten der realen Welt in abstrakter, vereinfachter und digitaler Form. Dadurch lässt sich die reale Welt besser verstehen und analysieren.

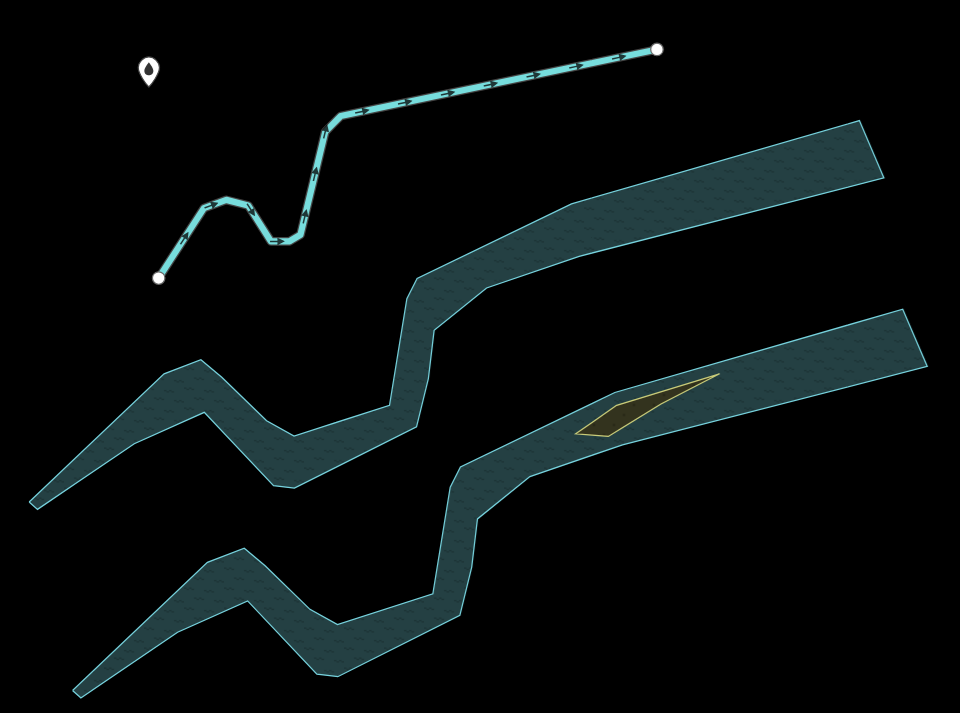
Fiktive Flüsse, modelliert mit dem iD-Editor. Das erste Feature besitzt nur eine Punktgeometrie (und modelliert strenggenommen nur die Flussquelle), zweites eine Liniengeometrie, das dritte und vierte eine flächenhafte Geometrie (einfaches Polygon bzw. Donut-Polygon mit Flussinsel).

Will man etwa ein Flussnetz mit Geodaten modellieren, müssen Überlegungen angestellt werden wie das geschehen soll. So können Flüsse in geometrischer Hinsicht flächenhaft oder linienhaft (geometrische Modellierung) modelliert werden, nur als planare Ebene oder als bathymetrisches 2,5D-Model inklusive Flussbett und Flusstiefe (Dimension). Die semantischen Sachinformationen (also die Attribute) sollten einer vorher ausgedachten Ordnung entsprechen und konsistent sein, etwa in dem stets der deutsche Name des Flusses und der englische Name in je einem Attribut gespeichert wird. Auch topologische Anforderungen werden meist festgelegt, daher ob die räumlichen Beziehungen zwischen den Objekten konsistent sind. Im Falle des Flussbeispiels ist es etwa wichtig darauf zu achten, dass die Flusslinie oder Flussfläche vom Anfang (Flussquelle) bis zum Ende (Flussmündung) nicht unterbrochen ist und Flüsse sich nicht kreuzen, weil das auch in der Natur nicht möglich ist.
Seit dem ausgehenden 20. Jahrhundert wird angestrebt, Geodaten nach internationalen Normen und Standards zu modellieren. Im Normenwerk ISO 191xx der Internationalen Organisation für Normung gibt es die Norm ISO 19107 Geographic Information – Spatial Schema, die genau diesen Bereich normt.

### Geometrische Modellierung
Hinsichtlich der geometrischen Modellierung werden die geometrischen Elementartypen Punkt, Linie und Fläche unterschieden. Flächen werden häufig als einfaches Polygon modelliert. In anspruchsvollen Anwendungen reicht dies aber nicht; hier sind auch krummlinige Flächenbegrenzungen notwendig und Flächen mit Löchern (Enklaven, modelliert als Donut-Polygon) wie auch Flächen mit räumlich getrennten Teilen (Exklaven, modelliert als Multipolygon) können vorkommen.

### Dimension

Datendimensionen von Geodaten. Zwar haben Punkt und Linie null- und eindimensionale Formen, aber auch diese werden in einem GIS mindestens in die Ebene (2D) mit zwei Koordinaten abgebildet.

Zwar werden Geodaten und Karten zweidimensional als Ebene modelliert, aber ihnen liegen mehrdimensionale reale Objekte zugrunde. Neben der zweidimensionalen Modellierung und Darstellung gibt es Möglichkeiten, weitere Dimensionen mit einzubeziehen.
zweidimensional 2D
Jeder Punkt hat eine x- und eine y-Koordinate. Linienverbindungen oder Flächen, die auf die Punkte aufbauen, liegen also in einer Ebene (xy-Ebene) vor. Dies entspricht der normalen Kartendarstellung und der Datenhaltung im Kataster.
zwei-plus-eins-dimensional 2+1D
Jedes Objekt hat zusätzlich eine attributive Information über die Höhe (zum Beispiel eine Gebäudehöhe am Gebäude). Diese Form findet sich in einigen Katasterdaten wieder.
zweieinhalbdimensional 2,5D
Jeder Punkt der Grundrissdarstellung hat zusätzlich zur x- und y-Koordinate eine Höhe. Damit ist die Höhe jedoch nur eine Funktion der Lage, d. h., es gibt immer nur genau einen Höhenwert zu einer Lagekoordinate (x,y). In dieser Form liegen die meisten digitalen Geländemodelle vor. Senkrechte Wände und Überhänge sind auf diese Weise nicht modellierbar.
dreidimensional 3D
Alle Punkte haben x-, y- und z-Koordinaten (bzw. Höhe). Linienverbindungen sind räumliche Linien, die nicht in einer Ebene liegen. Wenn Kreisbögen als Verbindungen vorkommen, werden diese streng genommen Ellipsenabschnitte, die in einer geneigten Ebene liegen; oder sie müssen durch Linienzüge mit entsprechend kurzen Segmenten angenähert werden. Flächenobjekte sind nur dann ebene Flächen, wenn alle ihre Punkte in einer Ebene liegen, ansonsten sind es gekrümmte Raumflächen.
vierdimensional 4D
Zusätzlich zu den drei Koordinaten im Raum wird die Zeit als vierte Information mitgeführt, die sich aus dem zeitlichen Ablauf ergibt. Das wird zum Beispiel durch Verwendung eines Zeitstempels für jedes Objekt ermöglicht. Damit kann abgefragt werden, zu welchem Zeitpunkt ein Objekt existiert hat oder nicht. Aus diesen Daten können dann Darstellungen der Vergangenheit kreiert werden (zum Beispiel: Wie sah das Ortsbild am 15. Februar 2002 aus, bevor der Neubau errichtet wurde); auch zeitabhängige Animationen können erzeugt werden (beispielsweise der Fortschritt des Kohleabbaus in einem Bergwerk). Möglich ist auch die Darstellung von zeitbezogenen Geodaten (Zeitreihen) als Zeitreise.

In dieser Karte der Mailänder U-Bahn werden die Linien geometrisch korrekt (wenn auch generalisiert) modelliert.

Auch wenn die Objekte nur zweidimensionale Formen haben, lassen sie sich in den dreidimensionalen oder zweidimensionalen Raum einbetten. Das heißt zum Beispiel für einen Punkt, dass drei Koordinaten (x,y,z) oder zwei Koordinaten (x,y) gespeichert werden.

### Topologie

In diesem für Netzpläne typischen Topogramm hingegen wurde die Geometrie abstrahiert und vereinfacht, die Topologie ist erhalten geblieben.

Bei der Topologie steht, wie oben erwähnt, die Frage im Vordergrund, wie die Objekte untereinander angeordnet sind. Die geometrische Form wird dabei abstrahiert und vernachlässigt. Im Beispiel des Liniennetzplans rechts ist für den Fahrgast vor allem wichtig zu wissen, wo sich U-Bahn Linien kreuzen, weniger der geometrische Verlauf unter der Erde. Deshalb reicht hier oft ein minimalistisches, aber übersichtliches Topogramm.
Zur Modellierung werden die topologischen Grundformen Knoten, Kante und Masche verwendet. Wesentliche Prinzipien sind der Graphentheorie entnommen. In einfachen Systemen entsprechen Punkte den Knoten, Linien den Kanten und Flächen den Maschen. Auf die explizite Modellierung der Topologie kann verzichtet werden, wenn sie sich aus den geometrischen Daten ableiten lässt. Dies ist bei einfachen Systemen der Fall, wenn die Geometriedaten dreidimensional vorliegen. Zweidimensionale Geometrien reichen in der Regel nicht aus, um eine Topologie abzuleiten; z. B. sind eine höhengleiche Kreuzung (konkret eine Straßenkreuzung) und eine höhenversetzte Kreuzung (konkret eine Brücke) topologisch unterschiedlich, aber in der zweidimensionalen Geometrie nicht unterscheidbar. Topologische Fragestellungen sind vor allem bei Vektordaten von Interesse, bei Rasterdaten ist die Topologie nur durch gleich große, regelmäßige Rasterzellen definiert.

## Qualität von Geodaten
Die Datenqualität beschreibt die Güte von Geodaten. Sie bestimmt also, inwieweit Geodaten definierte Anforderungen erfüllen. Diese Anforderungen und Kriterien werden in der Regel durch ein Qualitätsmodell bzw. Qualitätsstandard festgelegt und im Hinblick auf eine konkrete Fragestellung bewertet. Die ISO-Norm ISO 19157 (hervorgegangen aus der ISO 19113-Norm) ist eines der am bekanntesten Qualitätsmodelle. Als Datenqualität kann schließlich die Summe von Qualitätsmerkmalen bezeichnet werden, die den Einsatz der Daten für eine konkrete Aufgabe ermöglichen. Diese Qualitätsmerkmale beschreiben die Qualität anhand unterschiedlichen Bewertungsaspekte und sollten in den entsprechenden Metadaten dokumentiert werden.
Die Qualitätsmerkmale nach ISO 19157 sind:
- Vollständigkeit (Completeness): Präsenz oder Fehlen von Objekten, ihrer Attribute und Beziehungen.
- Positionsgenauigkeit (Positional Accuracy): Genauigkeit der Lage von Objekten.
- Attributsgenauigkeit (Thematic Accuracy): Genauigkeit von quantitativen Attributen und von nicht-quantitativen Attributen – Zuordnung von Objekten zu Objektklassen und Richtigkeit der Beziehungen.
- Zeitliche Genauigkeit (Temporal Quality): Genauigkeit der Zeitangaben und der zeitlichen Beziehungen von Objekten.
- Logische Konsistenz (Logical Consistency): Einhaltung von logischen Regeln der konzeptionellen, logischen und physikalischen Datenstruktur.
- Nutzungsziel bei der Datenerfassung und Gebrauchstauglichkeit (Usability): Eignung eines Datensatzes für einen bestimmten Anwendungsfall.

Weitere Informationen dazu sind im Hauptartikel zu finden.

## Rechtlicher Rahmen für Geodaten
Vor DSGVO, Mai 2018 (und damit veraltet): Ob und wann frei oder für staatliche Stellen allgemein zugängliche Geodaten mit dem Datenschutz für personenbezogene Daten kollidieren können, ist in Deutschland noch weitgehend ungeklärt. Erste Anstrengungen, das Thema Geodaten und Datenschutz intensiver zu beleuchten, wurden durch die Kommission für Geoinformationswirtschaft gemacht. Diese und das Bundesministerium für Wirtschaft gaben dazu Studien beim Unabhängigen Landeszentrum für Datenschutz Schleswig-Holstein in Auftrag. Letzteres kam in der im September 2008 veröffentlichten Studie zu dem Ergebnis, dass derzeit sowohl die Interessen der an einer Nutzung interessierten Stellen, als auch die datenschutzrechtlichen Belange, mit den bestehenden gesetzlichen Regeln nur unzureichend in Ausgleich gebracht werden können. Insbesondere der auch auf der EU-Ebene angestoßene INSPIRE-Prozess erfordert ein modernes Geodatenrecht, welches auch mit den Geodatenzugangsgesetzen des Bundes und der Länder (z. B. dem am 1. August 2008 in Bayern in Kraft getretenen Geodateninfrastrukturgesetz) nicht geschaffen wird. Diese Gesetze greifen vielmehr auf hergebrachte Zugangsregelungen zurück und reagieren nicht auf die neuen Herausforderungen für eine Nutzung von Geodaten und dem Schutz der Persönlichkeitsrechte Einzelner.
Mit DSGVO, Mai 2018: Die Rechtsgrundlage für die Verwendung von Geodaten hat sich mit Wirkung der DSGVO ab Mai 2018 verändert. Erste Aussagen
können wie folgt zusammengefasst werden: Zu beachten ist, ob es sich bei den Geodaten um Informationen über eine natürliche Person handelt oder nicht (z. B. Position einer Person oder Gebäudehöhe). Auch wenn eine nicht-personenbezogene Geoinformation wie eine Gebäudehöhe mit einer Person durch die Georeferenz in Beziehung gesetzt werden kann, bleibt die Geoinformation, hier die Gebäudehöhe, weiterhin eine nicht personenbezogene Information. Eine erste ausführliche, juristische Stellungnahme tätigte dazu Rechtsanwalt Schmidt. Aus techniksoziologischer Sicht grundlegend siehe auch die Studie Aktuelle Fragen der Geodaten-Nutzung auf mobilen Geräten des Instituts für Technikfolgen-Abschätzung der Österreichischen Akademie der Wissenschaften (ITA/ÖAW).
Da Geodaten auch staatliche Sicherheitsinteressen berühren können, sind insoweit entsprechende Gesetzeseinschränkungen des freien Zugangs geplant.
In Deutschland trat 2009 das Geodatenzugangsgesetz (Gesetz über den Zugang zu digitalen Geodaten – GeoZG) in Kraft. Das Gesetz dient dem Aufbau einer nationalen Geodateninfrastruktur. Es schafft den rechtlichen Rahmen für den Zugang zu Geodaten, Geodatendiensten und Metadaten von geodatenhaltenden Stellen („geodatenhaltende Stellen des Bundes und der bundesunmittelbaren juristischen Personen des öffentlichen Rechts“) sowie die Nutzung dieser Daten und Dienste, insbesondere für Maßnahmen, die Auswirkungen auf die Umwelt haben können. Seit 2012 stellt der Bund Geodaten kostenfrei zur Verfügung. Die am 22. März 2013 verkündete Verordnung (GeoNutzV) räumt umfangreiche Nutzungsrechte (Vervielfältigung, Bearbeitung, Präsentation, Einbindung in Produkte) unter der Maßgabe ein, dass der beigefügte Quellenvermerk sowie rechtliche Hinweise im optischen Zusammenhang erkennbar eingebunden werden und ggf. mit einem Veränderungshinweis versehen wird.
In der Schweiz ist die Zugänglichkeit zu den Geobasisdaten (im Sinne des schweizerischen Begriffs von Geobasisdaten) weitgehend durch das Bundesgesetz über Geoinformation (Geoinformationsgesetz, GeoIG, SR 510.62) geregelt, dem sich die Kantone mit ergänzenden Vollzugserlassen angeschlossen haben. Hier werden die Geobasisdaten nach Bundesrecht (wie auch durch die Kantone in ihrem Rechtsetzungsbereich) in einem Katalog der Geobasisdaten aufgelistet und mit ihren rechtlichen Attributen transparent gemacht, wobei hier explizit auch die Zugangsberechtigung geregelt wird. Mit dieser Regelung der Zugangsberechtigung zu Geobasisdaten (gemäß GeoIG Art. 10–15) konnte der Umgang mit dem Datenschutzes weitgehend rechtlich abgehandelt werden.

### Anbieter bzw. Sammlungen von Geodaten
- Daten von ATKIS (Deutschland), Geoland.at (Österreich) oder swisstopo (Schweiz)
- GTOPO30, ASTER oder SRTM Höhendaten
- Rasterbilder von Landsat oder Copernicus
- OpenStreetMap
- Google Maps
- Digital Chart of the World (DCW), durch VMAP-Daten ersetzt

### Weiteres
- Geoobjekt
- Mobile Mapping
- WikiProjekt Georeferenzierung

## Weiterführende Literatur
- Manfred Ehlers, Jochen Schiewe:  Geowissen kompakt. WBG (Wissenschaftliche Buchgesellschaft), Darmstadt 2012
- Mario Martini, Matthias Damm: Auf dem Weg zum Open Government: Zum Regimewechsel im Geodatenrecht. Deutsches Verwaltungsblatt 2013, Heft 1, S. 1–9.